# オオフタバムグラ
オオフタバムグラ（大双葉葎、学名: Hexasepalum teres）は、アカネ科の植物の一種。別名、タチフタバムグラ、オニフタバムグラ。日本では帰化植物のひとつとされる。中国名は、圓莖鈕扣草（別名：山東豐花草）。

## 分布
北アメリカを原産地とする。日本（本州から九州）にも帰化植物として移入分布する。
砂地を好み、海岸や河川敷などで見られることが多い。

## 特徴
一年生の草本。茎は直立または斜めに立ち、草丈10 - 50センチメートル (cm) になる。葉は無柄で対生し、幅2 - 4ミリメートル (mm) ほどで、近縁種のメリケンムグラと比べて葉幅が狭い。葉の上下面とも硬い短毛が生えていて、触るとざらつく。托葉は左右のものが合着し、托葉の上縁には数本のトゲがあって目立つ。
花期は夏（7 - 8月）で、淡桃色ときに白色の花を咲かせる。花は無柄で、花冠の先は4裂する。雄蕊は4個、雌蕊は1個あり、子房下位、柱頭は2個の球を接した形をしている。果実は2室で、上部に4個の萼片がつく。果実が熟すと2個の分果に分かれ、それぞれに1個の種子が入っている。

## 外来種問題
日本では1927年（昭和2年）に東京都で初めて定着が確認された。1937年（昭和12年）、原寛は大阪府浜寺と東京都村山産を報告し、オオフタバムグラもタチフタバムグラも牧野富太郎の命名と述べている。1943年（昭和18年）、八木繁一は愛媛県松山市で採取しスナムグラと名付けた。その後は本州中央部以南の地域で広がり、普通に見られるようになった。鳥取砂丘でも本種の定着が爆発的に進行しており、草原化を引き起こしているため、除草が行われている。
外来生物法によって要注意外来生物に指定されている。